# Galeria Hipotética
Galeria Hipotética é uma galeria de arte brasileira fundada em 28 de março de 2015, em Porto Alegre, pelo editor da Panini Comics Fabiano Denardin e pela jornalista Iriz Medeiros. A proposta da galeria era reunir em um mesmo endereço obras, cursos e produtos relacionados aos universos da ilustração, fotografia e das histórias em quadrinhos. A galeria é composta por duas salas de exposição temporária de trabalhos autorais de artistas nacionais e estrangeiros, além de um espaço para cursos e outro para exibição e comercialização de produtos diretamente relacionados com as temáticas com as quais trabalha. Em 2016, a galeria lançou a primeira edição da convenção de quadrinhos "Hipoteticon", que contou com palestras de profissionais de quadrinhos e com a realização da 1ª Feira de Editoras de Quadrinhos de Porto Alegre. Ainda em 2016, a galeria ganhou o Troféu HQ Mix de "melhor exposição" pela Exposição Beco do Rosário, realizada no ano anterior.